# Maria-Stella de Sternberg
Maria-Stella de Sternberg, född 16 april 1773 i Modigliana, död 23 december 1843 i Paris, var en italiensk adelskvinna. Hon blev omtalad då hon 1823 hävdade sig vara hemlig legitim dotter till Ludvig Filip av Bourbon-Orléans och begärde att erkännas som sådan av Ludvig Filip I av Frankrike. 